# Pic du fer
Le pic du fer désigne l'anomalie de concentration positive observée pour l'abondance de plusieurs éléments chimiques dans l'Univers autour du fer (Fe), c'est-à-dire les éléments :
- chrome (Cr) ;
- manganèse (Mn) ;
- cobalt (Co) ;
- nickel (Ni).

Cela se visualise assez bien sur les diagrammes représentant l'abondance relative des éléments chimiques dans l'Univers :

Abondance relative des éléments chimiques dans l'Univers.

Énergie de liaison nucléaire par nucléon en fonction du nombre de masse des isotopes principaux. Cette énergie présente un maximum au niveau du fer, lequel présente, avec ses proches voisins, une abondance dans l'Univers proportionnellement plus élevée que ses voisins plus lointains.

Le pic du fer est une conséquence directe de la courbe représentant l'énergie de liaison nucléaire par nucléon en fonction du nombre de masse (diagramme ci-contre).
L'énergie de liaison nucléaire est définie comme l'énergie nécessaire pour arracher un nucléon quelconque au noyau considéré. Elle est de l'ordre de quelques MeV par nucléon, partant de 0 (par définition) pour le protium 1H pour atteindre 7,57 MeV/A avec l'uranium 238 en passant par un maximum à 8,795 MeV/A pour le nickel 62. Cette propriété fondamentale explique pourquoi ce sont uniquement les atomes légers qui libèrent de l'énergie par fusion nucléaire tandis que ce sont uniquement les atomes lourds qui libèrent de l'énergie par fission nucléaire.
Ainsi, la fusion nucléaire survient lorsque des nucléons ou des noyaux atomiques s'assemblent pour former un noyau atomique plus gros. Si l'énergie de liaison nucléaire par nucléon est plus élevée dans le nouveau noyau, il y a libération d'énergie : c'est le cas dans les étoiles jusqu'au nickel 56, au niveau duquel s'arrête la nucléosynthèse stellaire par fusion du silicium ; le 56Ni étant instable, il se désintègre en fer 56, qui est stable. La nucléosynthèse ne se poursuit pas au-delà du nickel car le nucléide qui serait alors formé, le 60Zn, a une énergie de liaison nucléaire par nucléon inférieure à celle du 56Ni, et sa formation consommerait de l'énergie au lieu d'en libérer : c'est essentiellement à la fin de vie des étoiles, même de taille modeste, et particulièrement lors de l'explosion des grosses étoiles en supernovas, que les éléments plus lourds que le fer et le nickel sont formés par la nucléosynthèse explosive.